# Michael Konsel
Michael Konsel (Viena, 6 de Março de 1962) é um ex-futebolista austríaco, que jogou na posição de goleiro. Disputou as Copas de 1990 (como reserva de Klaus Lindenberger) e de 1998, como titular.
Por clubes, Konsel atuou por First Viena, Roma e Venezia, mas se destacou foi em outro clube da capital austríaca, o Rapid Viena, que defendeu por 13 anos.
Konsel encerrou sua carreira de jogador ao fim da temporada 1999/2000, ao serviço do Venezia.

## Títulos
- Campeonato Austríaco (3): 1987, 1988, 1996
- Copa da Áustria (3): 1985, 1987, 1995

## Prêmios individuais
- Futebolista Austríaco do Ano: 1996